# WTA Swiss Open 1994
Lo WTA Swiss Open 1994 è stato un torneo di tennis giocato sulla terra rossa. È stata la 23ª edizione del torneo, che fa parte della categoria Tier III nell'ambito del WTA Tour 1994. Si è giocato a Lucerna in Svizzera, dal 16 al 22 maggio 1994.

## Campionesse

### Singolare
Lindsay Davenport ha battuto in finale  Lisa Raymond con il punteggio di 7–6(3), 6–4.

### Doppio
Torneo sospeso nei quarti di finale